# Lagorchestes
Lagorchestes (česky klokan, toto jméno se však používá pro více rodů) je rod klokanů z Austrálie a částečně Nové Guineje. Tento malý rod zahrnuje klokany velikosti zajíců s podsaditým tělem a krátkým krkem. Nos je částečně nebo plně osrstěný, prostřední prst na nohách je delší a silnější než ostatní prsty. Ocas pokrývá srst v celé jeho délce. Zástupci rodu mají na každé straně horní čelisti malý špičák, který činí celkový počet jejich zubů 34, tedy o 2 více než má většina ostatních vačnatců. Stanoviště rodu tvoří otevřená travnatá stanoviště. Jsou to převážně noční živočichové, kteří tráví většinu dne ve skrytu křovin nebo stínu. Druhy tohoto rodu v minulosti byly nebo v současnosti jsou ohroženy intenzivním zemědělstvím, kompeticí s dobytkem o pastviště, a predací invazivních druhů savců jako jsou kočky a lišky.

## Systematika
Za formální autoritu vytyčovatele taxonu se považuje John Gould a rok 1841. Gould za typový druh rodu určil Macropus leporides neboli Lagorchestes leporides (klokan zaječí). Vědecké jméno rodu Lagorchestes doslova znamená „tančící zajíc“.
Do rodu Lagorchestes se řadí následující 4 druhy, z nichž 2 druhy jsou již vyhynulé:
| Obrázek | Běžné jméno         | Vědecké jméno               | Rozšíření |
| ------- | ------------------- | --------------------------- | --------- |
|         | klokan pruhovaný    | Lagorchestes conspicillatus |           |
|         | klokan kosmatý      | Lagorchestes hirsutus       |           |
|         | †klokan Finlaysonův | Lagorchestes asomatus       |           |
|         | †klokan zaječí      | Lagorchestes leporides      |           |